# George Hay, VII marchese di Tweeddale
George Hay, VII marchese di Tweeddale (1753 – Verdun, 9 agosto 1804), è stato un nobile scozzese.

## Biografia
Era il figlio di John Hay e di sua moglie Dorothy Hayhurst. Era un pronipote di John Hay, II marchese di Tweeddale.

### Carriera
Ha ricoperto la carica di Burgess di Edimburgo nel 1788. Si guadagnò il grado di ufficiale al servizio della compagnia delle Indie Orientali. Ha ricoperto la carica di Lord luogotenente di Haddingtonshire (1794-1804).

### Matrimonio
Sposò, il 18 aprile 1785, Lady Hannah Maitland, figlia di James Maitland, VII conte di Lauderdale e di Maria Lombe. Ebbero nove figli:
- George Hay, VIII marchese di Tweeddale (1787-1876)
- Lord James (1788-1862), sposò Elizabeth Forbes, ebbero due figli;
- Lady Dorothea Frances (1789-1875), sposò John Ley, ebbero una figlia;
- Lady Hannah Charlotte (1792-1876), sposò John Tharp, non ebbero figli;
- Lord John (1793-1851), sposò Mary Cameron, non ebbero figli;
- Lady Elizabeth (1794-1868), sposò James Hope-Vere, ebbero otto figli;
- Lady Julia Tomasina (1797-1835), sposò John Hobhouse, I barone Broughton, ebbero tre figlie;
- Lord Edward George (1799-1862);
- Lord Thomas (1800-1890), sposò Harriet Kinloch, non ebbero figli.

### Morte
A causa di problemi di salute, lui e la moglie, compirono viaggi verso il continente. Nel 1802 vennero catturati da Napoleone, vennero imprigionati nella fortezza di Verdun, dove la marchesa morì l'8 maggio 1804, mentre lui vi morì tre mesi dopo.
| Controllo di autorità | VIAF (EN) 76176994 · LCCN (EN) nr92006934 |